# Classificació de la Copa del Món de futbol 1962
Per a la Copa del Món de Futbol 1962, disputada a Xile l'any 1962, s'hi van inscriure 56 equips per a un total de 16 places disponibles. El campió (Brasil) i l'organitzador (Xile) es van classificar automàticament. Cal destacar que els equips de la CONCACAF, CAF i la Confederació Asiàtica de Futbol no van tenir cap plaça garantida per la fase final i els seus campions hagueren de disputar uns play-offs intercontinentals.
Els 54 equips restants van ser dividits en grups en funció de la regió, de la següent manera:
- Europa: 8 places directes més 2 per play-off intercontinental per 30 equips (entre ells Israel i Etiòpia).
- Sud-amèrica: 5 places directes (Brasil i Xile automàtiques) més 1 per play-off intercontinental per 7 equips.
- Nord-amèrica: 1 plaça per play-off intercontinental per 8 equips.
- Àfrica: 1 plaça per play-off intercontinental per 6 equips.
- Àsia: 1 plaça per play-off intercontinental per 3 equips.

49 seleccions van disputar almenys algun partit de classificació. En total es disputaren 92 partits i s'anotaren 325 gols (3,53 de mitjana).

## Europa

### Grup 1
| Equip   | Pts | PJ | PG | PE | PP | GF | GC |
| ------- | --- | -- | -- | -- | -- | -- | -- |
| Suècia  | 6   | 4  | 3  | 0  | 1  | 10 | 3  |
| Suïssa  | 6   | 4  | 3  | 0  | 1  | 9  | 9  |
| Bèlgica | 0   | 4  | 0  | 0  | 4  | 3  | 10 |

| Data                   | Seu         | Partit  | Partit  | Partit    | Partit  | Partit  |
| ---------------------- | ----------- | ------- | ------- | --------- | ------- | ------- |
| 19 d'octubre de 1960   | Estocolm    | Suècia  | Suècia  | 2:0 (0:0) | Bèlgica | Bèlgica |
| 20 de novembre de 1960 | Brussel·les | Bèlgica | Bèlgica | 2:4 (1:2) | Suïssa  | Suïssa  |
| 20 de maig de 1961     | Lausana     | Suïssa  | Suïssa  | 2:1 (2:0) | Bèlgica | Bèlgica |
| 28 de maig de 1961     | Estocolm    | Suècia  | Suècia  | 4:0 (2:0) | Suïssa  | Suïssa  |
| 4 d'octubre de 1961    | Brussel·les | Bèlgica | Bèlgica | 0:2 (0:0) | Suècia  | Suècia  |
| 29 d'octubre de 1961   | Berna       | Suïssa  | Suïssa  | 3:2 (1:1) | Suècia  | Suècia  |
| Desempat               |             |         |         |           |         |         |
| 12 de novembre de 1961 | Berlín Oest | Suïssa  | Suïssa  | 2:1 (0:1) | Suècia  | Suècia  |

- Classificat:  Suïssa

### Grup 2
| Equip     | Pts | PJ | PG | PE | PP | GF | GC |
| --------- | --- | -- | -- | -- | -- | -- | -- |
| França    | 6   | 4  | 3  | 0  | 1  | 10 | 3  |
| Bulgària  | 6   | 4  | 3  | 0  | 1  | 6  | 4  |
| Finlàndia | 0   | 4  | 0  | 0  | 4  | 3  | 12 |

| Data                   | Seu      | Partit    | Partit    | Partit    | Partit    | Partit    |
| ---------------------- | -------- | --------- | --------- | --------- | --------- | --------- |
| 25 de setembre de 1960 | Hèlsinki | Finlàndia | Finlàndia | 1:2 (1:0) | França    | França    |
| 11 de desembre de 1960 | París    | França    | França    | 3:0 (0:0) | Bulgària  | Bulgària  |
| 16 de juny de 1961     | Hèlsinki | Finlàndia | Finlàndia | 0:2 (0:1) | Bulgària  | Bulgària  |
| 28 de setembre de 1961 | París    | França    | França    | 5:1 (3:1) | Finlàndia | Finlàndia |
| 29 d'octubre de 1961   | Sofia    | Bulgària  | Bulgària  | 3:1 (2:1) | Finlàndia | Finlàndia |
| 12 de novembre de 1961 | Sofia    | Bulgària  | Bulgària  | 1:0 (0:0) | França    | França    |
| Desempat               |          |           |           |           |           |           |
| 16 de novembre de 1961 | Milà     | Bulgària  | Bulgària  | 1:0 (0:0) | França    | França    |

- Classificat:  Bulgària

### Grup 3
| Equip            | Pts | PJ | PG | PE | PP | GF | GC |
| ---------------- | --- | -- | -- | -- | -- | -- | -- |
| RF Alemanya      | 8   | 4  | 4  | 0  | 0  | 11 | 5  |
| Irlanda del Nord | 2   | 4  | 1  | 0  | 3  | 7  | 8  |
| Grècia           | 2   | 4  | 1  | 0  | 3  | 3  | 8  |

| Data                   | Seu         | Partit           | Partit           | Partit    | Partit           | Partit           |
| ---------------------- | ----------- | ---------------- | ---------------- | --------- | ---------------- | ---------------- |
| 26 d'octubre de 1960   | Belfast     | Irlanda del Nord | Irlanda del Nord | 3:4 (1:1) | Alemanya         | RF Alemanya      |
| 20 de novembre de 1960 | Atenes      | Grècia           | Grècia           | 0:3 (0:3) | Alemanya         | RF Alemanya      |
| 3 de maig de 1961      | Atenes      | Grècia           | Grècia           | 2:1 (1:0) | Irlanda del Nord | Irlanda del Nord |
| 10 de maig de 1961     | Berlín Oest | RF Alemanya      | Alemanya         | 2:1 (1:0) | Irlanda del Nord | Irlanda del Nord |
| 17 d'octubre de 1961   | Belfast     | Irlanda del Nord | Irlanda del Nord | 2:0 (1:0) | Grècia           | Grècia           |
| 22 d'octubre de 1961   | Augsburg    | RF Alemanya      | Alemanya         | 2:1 (2:0) | Grècia           | Grècia           |

- Classificat:  Alemanya Federal

### Grup 4
| Equip         | Pts | PJ | PG | PE | PP | GF | GC |
| ------------- | --- | -- | -- | -- | -- | -- | -- |
| Hongria       | 7   | 4  | 3  | 1  | 0  | 11 | 5  |
| Països Baixos | 2   | 3  | 0  | 2  | 1  | 4  | 7  |
| RD Alemanya   | 1   | 3  | 0  | 1  | 2  | 3  | 6  |

| Data                   | Seu        | Partit        | Partit                           | Partit    | Partit                           | Partit        |
| ---------------------- | ---------- | ------------- | -------------------------------- | --------- | -------------------------------- | ------------- |
| 16 d'abril de 1961     | Budapest   | Hongria       | Hongria                          | 2:0 (1:0) | República Democràtica d'Alemanya | RD Alemanya   |
| 30 d'abril de 1961     | Rotterdam  | Països Baixos | Països Baixos                    | 0:3 (0:3) | Hongria                          | Hongria       |
| 14 de maig de 1961     | Leipzig    | RD Alemanya   | República Democràtica d'Alemanya | 1:1 (0:0) | Països Baixos                    | Països Baixos |
| 10 de setembre de 1961 | Berlín Est | RD Alemanya   | República Democràtica d'Alemanya | 2:3 (1:1) | Hongria                          | Hongria       |
| 1 d'octubre de 1961    |            | Països Baixos | Països Baixos                    | -1-       | República Democràtica d'Alemanya | RD Alemanya   |
| 22 d'octubre de 1961   | Budapest   | Hongria       | Hongria                          | 3:3 (2:2) | Països Baixos                    | Països Baixos |

¹ No es disputà per la negativa del govern de la República Democràtica Alemanya de permetre la sortida de la seva selecció del país.
- Classificat:  Hongria

### Grup 5
| Equip          | Pts | PJ | PG | PE | PP | GF | GC |
| -------------- | --- | -- | -- | -- | -- | -- | -- |
| Unió Soviètica | 8   | 4  | 4  | 0  | 0  | 11 | 3  |
| Turquia        | 4   | 4  | 2  | 0  | 2  | 4  | 4  |
| Noruega        | 0   | 4  | 0  | 0  | 4  | 3  | 11 |

| Data                   | Seu      | Partit         | Partit         | Partit    | Partit         | Partit         |
| ---------------------- | -------- | -------------- | -------------- | --------- | -------------- | -------------- |
| 1 de juny de 1961      | Oslo     | Noruega        | Noruega        | 0:1 (0:1) | Turquia        | Turquia        |
| 18 de juny de 1961     | Moscou   | Unió Soviètica | Unió Soviètica | 1:0 (1:0) | Turquia        | Turquia        |
| 1 de juliol de 1961    | Moscou   | Unió Soviètica | Unió Soviètica | 5:2 (3:0) | Noruega        | Noruega        |
| 23 d'agost de 1961     | Oslo     | Noruega        | Noruega        | 0:3 (0:0) | Unió Soviètica | Unió Soviètica |
| 29 d'octubre de 1961   | Istanbul | Turquia        | Turquia        | 2:1 (0:0) | Noruega        | Noruega        |
| 12 de novembre de 1961 | Istanbul | Turquia        | Turquia        | 1:2 (1:2) | Unió Soviètica | Unió Soviètica |

- Classificat:  URSS

### Grup 6
| Equip      | Pts | PJ | PG | PE | PP | GF | GC |
| ---------- | --- | -- | -- | -- | -- | -- | -- |
| Anglaterra | 7   | 4  | 3  | 1  | 0  | 16 | 2  |
| Portugal   | 3   | 4  | 1  | 1  | 2  | 9  | 7  |
| Luxemburg  | 0   | 4  | 1  | 0  | 3  | 5  | 21 |

| Data                   | Seu       | Partit     | Partit     | Partit    | Partit     | Partit     |
| ---------------------- | --------- | ---------- | ---------- | --------- | ---------- | ---------- |
| 19 d'octubre de 1960   | Luxemburg | Luxemburg  | Luxemburg  | 0:9 (0:4) | Anglaterra | Anglaterra |
| 19 de març de 1961     | Lisboa    | Portugal   | Portugal   | 6:0 (1:0) | Luxemburg  | Luxemburg  |
| 21 de maig de 1961     | Lisboa    | Portugal   | Portugal   | 1:1 (0:0) | Anglaterra | Anglaterra |
| 28 de setembre de 1961 | Londres   | Anglaterra | Anglaterra | 4:1 (1:0) | Luxemburg  | Luxemburg  |
| 8 d'octubre de 1961    | Luxemburg | Luxemburg  | Luxemburg  | 4:2 (1:0) | Portugal   | Portugal   |
| 25 d'octubre de 1961   | Londres   | Anglaterra | Anglaterra | 2:0 (2:0) | Portugal   | Portugal   |

- Classificat:  Anglaterra

### Grup 7

#### Primera Ronda
Romania es retirà per la qual cosa Itàlia passa a la ronda final.
| Data                   | Seu      | Partit | Partit | Partit    | Partit | Partit |
| ---------------------- | -------- | ------ | ------ | --------- | ------ | ------ |
| 13 de novembre de 1960 | Nicòsia  | Xipre  | Xipre  | 1:1 (1:1) | Israel | Israel |
| 27 de novembre de 1960 | Tel-Aviv | Israel | Israel | 6:1 (3:0) | Xipre  | Xipre  |

#### Segunda Ronda
| Data               | Seu      | Partit  | Partit  | Partit    | Partit  | Partit  |
| ------------------ | -------- | ------- | ------- | --------- | ------- | ------- |
| 14 de març de 1961 | Tel-Aviv | Israel  | Israel  | 1:0 (0:0) | Etiòpia | Etiòpía |
| 19 de març de 1961 | Tel-Aviv | Etiòpía | Etiòpia | 2:3 (1:1) | Israel  | Israel  |

#### Ronda Final
| Data                  | Seu      | Partit | Partit | Partit    | Partit | Partit |
| --------------------- | -------- | ------ | ------ | --------- | ------ | ------ |
| 15 d'octubre de 1961  | Tel-Aviv | Israel | Israel | 2:4 (2:0) | Itàlia | Itàlia |
| 4 de novembre de 1961 | Torí     | Itàlia | Itàlia | 6:0 (1:0) | Israel | Israel |

- Classificat:  Itàlia

### Grup 8
| Equip          | Pts | PJ | PG | PE | PP | GF | GC |
| -------------- | --- | -- | -- | -- | -- | -- | -- |
| Txecoslovàquia | 6   | 4  | 3  | 0  | 1  | 16 | 5  |
| Escòcia        | 6   | 4  | 3  | 0  | 1  | 10 | 7  |
| Irlanda        | 0   | 4  | 0  | 0  | 4  | 3  | 17 |

| Data                   | Seu         | Partit         | Partit          | Partit         | Partit          | Partit         |
| ---------------------- | ----------- | -------------- | --------------- | -------------- | --------------- | -------------- |
| 3 de maig de 1961      | Glasgow     | Escòcia        | Escòcia         | 4:1 (2:0)      | Irlanda         | Irlanda        |
| 7 de maig de 1961      | Dublín      | Irlanda        | Irlanda         | 0:3 (0:2)      | Escòcia         | Escòcia        |
| 14 de maig de 1961     | Bratislava  | Txecoslovàquia | República Txeca | 4:0 (3:0)      | Escòcia         | Escòcia        |
| 26 de setembre de 1961 | Glasgow     | Escòcia        | Escòcia         | 3:2 (1:1)      | República Txeca | Txecoslovàquia |
| 8 d'octubre de 1961    | Dublín      | Irlanda        | Irlanda         | 1:3 (1:1)      | República Txeca | Txecoslovàquia |
| 29 d'octubre de 1961   | Praga       | Txecoslovàquia | República Txeca | 7:1 (4:0)      | Irlanda         | Irlanda        |
| Desempat               |             |                |                 |                |                 |                |
| 29 de novembre de 1961 | Brussel·les | Txecoslovàquia | República Txeca | 4:2 (1:2, 2:2) | Escòcia         | Escòcia        |

- Classificat:  Txecoslovàquia

### Grup 9
| Data               | Seu     | Partit  | Partit  | Partit    | Partit  | Partit  |
| ------------------ | ------- | ------- | ------- | --------- | ------- | ------- |
| 19 d'abril de 1961 | Cardiff | Gal·les | Gal·les | 1:2 (1:1) | Espanya | Espanya |
| 18 de maig de 1961 | Madrid  | Espanya | Espanya | 1:1 (0:0) | Gal·les | Gal·les |

Espanya classificada pel play-off intercontinental

### Grup 10
| Data               | Seu     | Partit     | Partit                                     | Partit    | Partit                                     | Partit     |
| ------------------ | ------- | ---------- | ------------------------------------------ | --------- | ------------------------------------------ | ---------- |
| 4 de juny de 1961  | Belgrad | Iugoslàvia | República Federal Socialista de Iugoslàvia | 2:1 (1:0) | Polònia                                    | Polònia    |
| 25 de juny de 1961 | Chorzów | Polònia    | Polònia                                    | 1:1 (1:1) | República Federal Socialista de Iugoslàvia | Iugoslàvia |

Iugoslàvia classificada pel play-off intercontinental

## Amèrica del Sud
Paraguai fou enquadrat directament pel play-off contra els equips de la CONCACAF. Les sis seleccions restants foren dividies en tres grups per tres places de classificació directa.

### Grup 1
| Data                   | Seu          | Partit    | Partit    | Partit    | Partit    | Partit    |
| ---------------------- | ------------ | --------- | --------- | --------- | --------- | --------- |
| 4 de desembre de 1960  | Guayaquil    | Equador   | Equador   | 3:6 (0:4) | Argentina | Argentina |
| 17 de desembre de 1960 | Buenos Aires | Argentina | Argentina | 5:0 (1:0) | Equador   | Equador   |

- Classificat:  Argentina

### Grup 2
| Data                 | Seu        | Partit  | Partit  | Partit    | Partit  | Partit  |
| -------------------- | ---------- | ------- | ------- | --------- | ------- | ------- |
| 15 de juliol de 1961 | La Paz     | Bolívia | Bolívia | 1:1 (0:0) | Uruguai | Uruguai |
| 30 de juliol de 1961 | Montevideo | Uruguai | Uruguai | 2:1 (2:0) | Bolívia | Bolívia |

- Classificat:  Uruguai

### Grup 3
| Data               | Seu    | Partit   | Partit   | Partit    | Partit   | Partit   |
| ------------------ | ------ | -------- | -------- | --------- | -------- | -------- |
| 30 d'abril de 1961 | Bogotà | Colòmbia | Colòmbia | 1:0 (1:0) | Perú     | Perú     |
| 7 de maig de 1961  | Lima   | Perú     | Perú     | 1:1 (1:1) | Colòmbia | Colòmbia |

- Classificat:  Colòmbia

## Amèrica del Nord, Central i Carib

### Grup 1
Canadà es retirà de la competició.
| Data                   | Seu             | Partit       | Partit                 | Partit    | Partit                 | Partit       |
| ---------------------- | --------------- | ------------ | ---------------------- | --------- | ---------------------- | ------------ |
| 6 de novembre de 1960  | Los Angeles     | Estats Units | Estats Units d'Amèrica | 3:3 (1:3) | Mèxic                  | Mèxic        |
| 13 de novembre de 1960 | Ciutat de Mèxic | Mèxic        | Mèxic                  | 3:0 (3:0) | Estats Units d'Amèrica | Estats Units |

Mèxic es classifica per la següent ronda.

### Grup 2
| Equip      | Pts | PJ | PG | PE | PP | GF | GC |
| ---------- | --- | -- | -- | -- | -- | -- | -- |
| Costa Rica | 5   | 4  | 2  | 1  | 1  | 13 | 8  |
| Hondures   | 5   | 4  | 2  | 1  | 1  | 5  | 7  |
| Guatemala  | 2   | 4  | 0  | 2  | 2  | 7  | 10 |

| Data                   | Seu                 | Partit     | Partit     | Partit    | Partit     | Partit     |
| ---------------------- | ------------------- | ---------- | ---------- | --------- | ---------- | ---------- |
| 21 d'agost de 1960     | San José            | Costa Rica | Costa Rica | 3:2 (1:2) | Guatemala  | Guatemala  |
| 28 d'agost de 1960     | Ciutat de Guatemala | Guatemala  | Guatemala  | 4:4 (1:2) | Costa Rica | Costa Rica |
| 4 de setembre de 1960  | Tegucigalpa         | Hondures   |            | 2:1 (2:0) | Costa Rica | Costa Rica |
| 11 de setembre de 1960 | San José            | Costa Rica | Costa Rica | 5:0 (3:0) |            | Hondures   |
| 25 de setembre de 1960 | Tegucigalpa         | Hondures   |            | 1:1 (0:1) | Guatemala  | Guatemala  |
| 2 d'octubre de 1960    | Ciutat de Guatemala | Guatemala  | Guatemala  | 0:2 ¹     |            | Hondures   |
| Desempat               |                     |            |            |           |            |            |
| 14 de gener de 1961    | Ciutat de Guatemala | Costa Rica | Costa Rica | 1:0 (1:0) |            | Hondures   |

¹ Marcador atorgat a Hondures per abandonament de Guatemala.

Costa Rica es classifica per la següent ronda.

### Grup 3
| Data                   | Seu        | Partit                | Partit              | Partit    | Partit              | Partit                |
| ---------------------- | ---------- | --------------------- | ------------------- | --------- | ------------------- | --------------------- |
| 2 d'octubre de 1960    | Paramaribo | Guaiana Neerlandesa   | Guaiana Neerlandesa | 1:2 (1:1) | Països Baixos       | Antilles Neerlandeses |
| 27 de novembre de 1960 | Willemstad | Antilles Neerlandeses | Països Baixos       | 0:0       | Guaiana Neerlandesa | Guaiana Neerlandesa   |

Antilles Neerlandeses es classifica per la següent ronda.

### Grup Final
| Equip                 | Pts | PJ | PG | PE | PP | GF | GC |
| --------------------- | --- | -- | -- | -- | -- | -- | -- |
| Mèxic                 | 5   | 4  | 2  | 1  | 1  | 11 | 2  |
| Costa Rica            | 4   | 4  | 2  | 0  | 2  | 8  | 6  |
| Antilles Neerlandeses | 3   | 4  | 1  | 1  | 2  | 2  | 13 |

| Data               | Seu             | Partit                | Partit        | Partit    | Partit        | Partit                |
| ------------------ | --------------- | --------------------- | ------------- | --------- | ------------- | --------------------- |
| 22 de març de 1961 | San José        | Costa Rica            | Costa Rica    | 1:0 (0:0) | Mèxic         | Mèxic                 |
| 29 de març de 1961 | San José        | Costa Rica            | Costa Rica    | 6:0 (4:0) | Països Baixos | Antilles Neerlandeses |
| 5 d'abril de 1961  | Ciutat de Mèxic | Mèxic                 | Mèxic         | 7:0 (2:0) | Països Baixos | Antilles Neerlandeses |
| 12 d'abril de 1961 | Ciutat de Mèxic | Mèxic                 | Mèxic         | 4:1 (2:0) | Costa Rica    | Costa Rica            |
| 23 d'abril de 1961 | Willemstad      | Antilles Neerlandeses | Països Baixos | 2:0 (2:0) | Costa Rica    | Costa Rica            |
| 21 de maig de 1961 | Willemstad      | Antilles Neerlandeses | Països Baixos | 0:0       | Mèxic         | Mèxic                 |

Mèxic classificat pel play-off intercontinental

## Àfrica

### Grup 1
República Àrab Unida (Egipte-Síria) i Sudan es retiraren de la competició.

### Grup 2
| Data                   | Seu        | Partit  | Partit  | Partit         | Partit  | Partit  |
| ---------------------- | ---------- | ------- | ------- | -------------- | ------- | ------- |
| 30 d'octubre de 1960   | Casablanca | Marroc  | Marroc  | 2:1 (1:1)      | Tunisia | Tunísia |
| 13 de novembre de 1960 | Tunis      | Tunísia | Tunisia | 2:1 (0:0)      | Marroc  | Marroc  |
| Desempat               |            |         |         |                |         |         |
| 22 de febrer de 1961   | Palerm     | Marroc  | Marroc  | 1:1 (0:1, 1:1) | Tunisia | Tunísia |

Marroc es classificà per sorteig.

### Grup 3
| Data                   | Seu   | Partit  | Partit  | Partit    | Partit  | Partit  |
| ---------------------- | ----- | ------- | ------- | --------- | ------- | ------- |
| 28 d'agost de 1960     | Accra | Ghana   | Ghana   | 4:1 (2:0) | Nigèria | Nigèria |
| 10 de setembre de 1960 | Lagos | Nigèria | Nigèria | 2:2 (1:1) | Ghana   | Ghana   |

### Ronda Final
| Data               | Seu        | Partit | Partit | Partit    | Partit | Partit |
| ------------------ | ---------- | ------ | ------ | --------- | ------ | ------ |
| 2 d'abril de 1961  | Accra      | Ghana  | Ghana  | 0:0       | Marroc | Marroc |
| 28 de maig de 1961 | Casablanca | Marroc | Marroc | 1:0 (1:0) | Ghana  | Ghana  |

Marroc classificat pel play-off intercontinental

## Àsia
Indonèsia es retirà de la competició.
| Data                  | Seu    | Partit        | Partit        | Partit    | Partit        | Partit        |
| --------------------- | ------ | ------------- | ------------- | --------- | ------------- | ------------- |
| 6 de novembre de 1960 | Seül   | Corea del Sud | Corea del Sud | 2:1 (2:1) | Japó          | Japó          |
| 11 de juny de 1961    | Tòquio | Japó          | Japó          | 0:2 (0:1) | Corea del Sud | Corea del Sud |

Corea del Sud classificada pel play-off intercontinental

## Play-offs intercontinentals

### Europa/Àfrica
| Data                   | Seu        | Partit  | Partit  | Partit    | Partit  | Partit  |
| ---------------------- | ---------- | ------- | ------- | --------- | ------- | ------- |
| 12 de novembre de 1961 | Casablanca | Marroc  | Marroc  | 0:1 (0:0) | Espanya | Espanya |
| 23 de novembre de 1961 | Madrid     | Espanya | Espanya | 3:2 (2:1) | Marroc  | Marroc  |

- Classificat:  Espanya

### Europa/Àsia
| Data                   | Seu     | Partit        | Partit                                     | Partit    | Partit                                     | Partit        |
| ---------------------- | ------- | ------------- | ------------------------------------------ | --------- | ------------------------------------------ | ------------- |
| 8 d'octubre de 1961    | Belgrad | Iugoslàvia    | República Federal Socialista de Iugoslàvia | 5:1 (0:0) | Corea del Sud                              | Corea del Sud |
| 26 de novembre de 1961 | Seül    | Corea del Sud | Corea del Sud                              | 1:3 (0:2) | República Federal Socialista de Iugoslàvia | Iugoslàvia    |

- Classificat:  Iugoslàvia

### Amèrica del Nord/Amèrica del Sud
| Data                  | Seu             | Partit   | Partit   | Partit    | Partit   | Partit   |
| --------------------- | --------------- | -------- | -------- | --------- | -------- | -------- |
| 29 d'octubre de 1961  | Ciutat de Mèxic | Mèxic    | Mèxic    | 1:0 (1:0) | Paraguai | Paraguai |
| 5 de novembre de 1961 | Asunción        | Paraguai | Paraguai | 0:0       | Mèxic    | Mèxic    |

- Classificat:  Mèxic